# باسیلا، بنین
باسیلا (به فرانسوی: Bassila) شهری در استان دونگا واقع در کشور بنین است که در سال ۱۹۹۲ میلادی ۱۶٬۵۴۴ نفر جمعیت داشته و جمعیت آن در سال ۲۰۰۵ میلادی به ۲۳٬۶۱۶ نفر رسیده‌است.